# Pulsa y habla

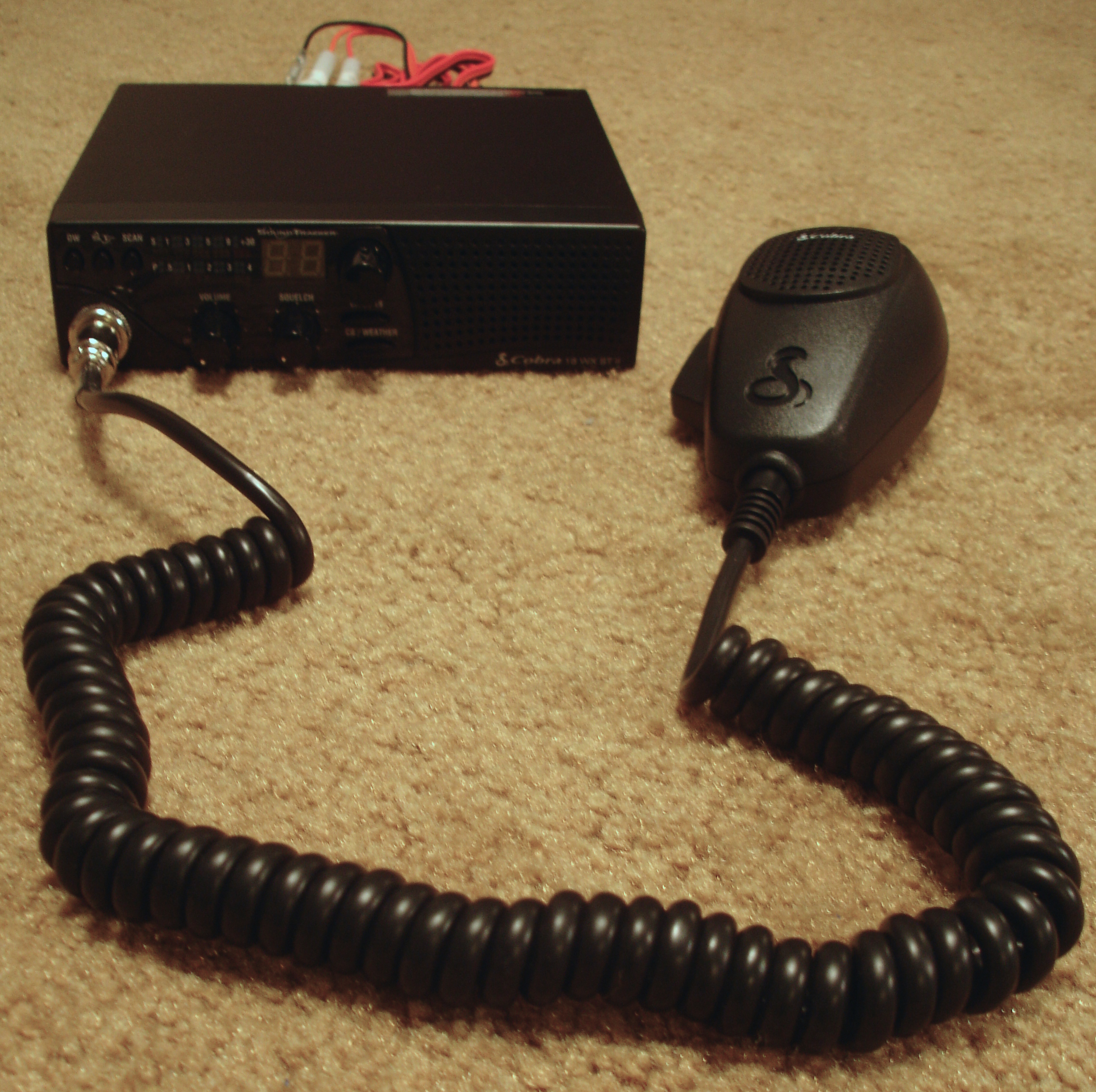
Emisora con micrófono push-to-talk.

El pulsar para hablar (PPH) ―en inglés push to talk (PTT)― es un método para hablar en líneas semidúplex de comunicación, apretando un botón para transmitir y liberándolo para recibir. Este tipo de comunicación permite llamadas de tipo uno-a-uno o bien uno-a-varios (llamadas de grupos).
El PTT es una característica que está disponible en casi todos los equipos de radio, ya sean portátiles o móviles, además en ciertos modelos de teléfono móvil.
Lo novedoso del PPH no es conversar al estilo walkie-talkie ―porque eso ya lo hacen redes de trunking tipo RadioRed, Actionet o TETRA― sino poder hacerlo desde un teléfono móvil convencional y sin límite de distancia, con una cobertura universal.

## Características
Los teléfonos móviles tradicionales permiten al usuario llamar al otro y mantener una conversación donde ambos pueden hablar o escuchar a la vez (full-dúplex). En PPH siempre se está a la escucha. No hace falta descolgar para escuchar al interlocutor. Es como un walkie-talkie. Para hablar solo hay que pulsar el botón. A diferencia de las llamadas convencionales, en PPH no se permite hablar y escuchar a la vez. Se escucha, o se habla, a esto se le llama half-dúplex. Conversar en half-dúplex puede ser más útil que hacerlo en full-dúplex, por ejemplo, cuando se habla en grupo. Cuando uno de los miembros del grupo tiene el botón pulsado y habla, nadie puede interrumpir la conversación. A su vez, la conversación es menos ruidosa, porque no se filtra el ruido de los móviles de todo el grupo. Cosa que haría impracticable la comunicación.
En cuanto a la implantación del PPH en la empresa, con frecuencia se utiliza un terminal de despacho que complementa a los teléfonos móviles PPH. El terminal de despacho permite a la empresa organizar el trabajo de la flotas de manera mucho más ágil mediante conversaciones PPH. El terminal de despacho es una aplicación de PC parecida a como funciona una centralita, donde se escuchan todas las conversaciones PPH de la flota, se conversa con el personal de campo, se le solicitan trabajos, y se les proponen soluciones en caso de ayuda. El terminal de despacho ya lo utilizan muchas empresas en redes de walkie-talkies para logística, construcción, utilities y autopistas entre otras.

## Historia
La empresa Nextel introdujo el PTT en los teléfonos móviles hace varios años y es actualmente el líder de esta industria. Otras empresas han lanzado equipos móviles con PTT. Y más operadoras han anunciado por todo el mundo las intenciones de lanzar servicios semejantes.
En España no lo comercializan.
En Argentina lo comercializan Movistar y Claro.
En México, Nextel lidera el mercado de PTT, aunque Iusacell y Telcel también lo ofrecen pero han tenido poco impacto. Movistar México lo ha rediseñado y lanzado nuevamente bajo el nombre de MoviTalk y ha tenido una buena aceptación entre sus clientes, al introducir dicha función en una variedad de equipos para todos los gustos y posibilidades, como son las marcas Alcatel (con modelos como el OT255, OT650, OT800, OT880), BlackBerry (con el 8120, 8310 y 9300), Huawei (C3501), Nokia (E63, N95 y 2710), Samsung (con el B2100), ZTE (A292) y, su propia marca Movistar (con el Match). Lo ofrece tanto en planes de renta como en prepago.
Verizon, por ejemplo, utiliza para su servicio el teléfono móvil Motorola v60p, una versión modificada del v60 que tiene PTT y se ha adaptado para utilizar la red de CDMA. Vodafone, por su parte, utiliza el Motorola v360v (una versión modificada del v360) y el Nokia 6288 para dar servicio PTT a sus clientes.

## Push to Talk over Cellular
Ciertas versiones de Motorola y de Nokia con PTT se basan en 2.5G, las redes de intercambio de paquetes (CDMA por Motorola, GPRS por Motorola y Nokia). Estas versiones particulares de PTT se llaman push to talk over cellular, que se abrevia PoC (‘pulsar para hablar con el teléfono celular’).
Una versión preuniforme de PoC está definida también por el consorcio de la industria con el impulso de Motorola, Nokia, Sony Ericsson, Siemens AG, AT&T Wireless, y Cingular Wireless, con el objetivo de crear interoperabilidad entre vendedores.
En Costa Rica, la empresa Multicom fue la primera en brindar el servicio de PTT sobre una plataforma Iden de Motorola.